# حمادي عرافة
حمادي عرافة (1947 -) هو مخرج تلفزي و سينمائي تونسي.

## بيوغرافيا
التحق بمؤسسة الاذاعة و التلفزة التونسية سنة 1967 كمساعد مخرج ثم كمخرج مسلسلات و منوٌعات. سمٌي مديرا بقناة تونس 7, ثم عيٌن مديرا لقناة 21 ( تونس 21 , ثم الوطنية 2)لضمان إطلاق القناة على القمر الصٌناعي. تم تعويضه بإيمان بحرون الجلاصي يوم7 جانفي 2012.

## أعماله
- يحيى بن عمر 1983
- الواثق بالله الحفصي 1985
- الناس حكاية 1991
- الريحانة 2001
- إخوة و زمان 2003
- شرع الحب 2005
- كمنجة سلامة 2007
- من أجل عيون كاترين 2012